# Aufstand der Bukolen
Der Aufstand der Bukolen (griechisch Βουκόλοι, Boukoloi, „Rinderhirten“) war eine Erhebung in Unterägypten in den Jahren um 166/67 bis 172 n. Chr. Die Bukolen waren wahrscheinlich ein Hirtenvolk, das in den Sümpfen südlich von Alexandria lebte, und bis in die Zeit Diokletians immer wieder für Unruhen sorgte.
Der Aufstand unter Mark Aurel wird von mehreren antiken Autoren erwähnt, wobei Cassius Dio die ausführlichste Beschreibung liefert. Anführer des Aufstandes war ein Priester namens Isidorus. Die Bukolen verkleideten sich als Frauen und begaben sich zu einem römischen Centurio und versprachen ihm Geld. Als dieser bei ihnen war, wurde er niedergeschlagen. Ein Begleiter des Centurio wurde umgebracht und seine Eingeweide wurden angeblich verspeist. Der Revolte schlossen sich schnell viele auf dem Land lebende Ägypter an. Es kam zu einer offenen Schlacht, bei der die Römer besiegt wurden. Avidius Cassius, der aus Syrien zur Niederschlagung des Aufstandes nach Ägypten gekommen war, konnte die Einnahme von Alexandria verhindern und die Bukolen schließlich besiegen.
Der Hintergrund der Revolte ist unbekannt. Die Bukolen wurden in antiken Romanen, die in spätere Zeit datieren, meist als Räuber bezeichnet.